# Lisa Sandlin
Pour les articles homonymes, voir Sandlin.
Lisa Sandlin, née en 1951, est une femme de lettres américaine, auteure de roman policier.

## Biographie
En 2015, elle publie son premier roman, The Do-Right avec lequel elle est lauréate du prix Hammett 2015 et du prix Shamus 2016 du meilleur premier roman.

## Œuvre

### Romans

#### SérieDelpha Wade
- The Do-Right (2015)
  - Les Samaritains du bayou, Belfond, coll. « Belfond noir » (2021)  (ISBN 978-2-7144-8088-0)
- The Bird Boys (2019)
  - Les Oiseaux des marais, Belfond, coll. « Belfond noir » (2022)  (ISBN 978-2-7144-9385-9)

### Recueils de nouvelles
- The Famous Thing About Death: And Other Stories (1991)
- Message to the Nurse of Dreams: A Collection of Short Fiction (1997)
- In the River Province: Stories (2004)

### Autre ouvrage
- You Who Make the Sky Bend (2011) (avec Catherine Ferguson)

## Prix et distinctions

### Prix
- New Mexico Book Award 2011 pour You Who Make the Sky Bend[1]
- Prix Hammett 2015 pour The Do-Right[2]
- Prix Shamus du meilleur premier roman 2016 pour The Do-Right[3]

### Nominations
- Prix Edgar-Allan-Poe 2020 du meilleur livre de poche original pour The Bird Boys[4]
- Prix Thriller 2020 du meilleur livre de poche original pour The Bird Boys[5]
- Prix Shamus 2020 du meilleur livre de poche original pour The Bird Boys[3]